# Comtat de Robres
El comtat de Robres és un títol nobiliari concedit l'any 1646 per Felip IV de Castella a Bernat Ponts i Turell, natural de Barcelona, regent de la cancelleria del Consell d'Aragó i cavaller de l'orde de Sant Jaume. Casat amb la seva neboda Ana-Catalina López de Mendoza i de Ponts, baronessa de Sangarrén i, per tant, senyora de Robres (Osca). Passà, per sentència i després d'un llarg plet, als Sesé, als Altarriba i als Catalán de Ocón.

## Comtes de Robres
|                                            | Titular                                      | Període                                    |
| Creat el 1646 pel rei Felip IV de Castella | Creat el 1646 pel rei Felip IV de Castella   | Creat el 1646 pel rei Felip IV de Castella |
| ------------------------------------------ | -------------------------------------------- | ------------------------------------------ |
| I                                          | Bernat Ponts i Turell                        | 1646-?                                     |
| II                                         | Bernat Agustí Ponts i López de Mendoza       |                                            |
| III                                        | Agustí Ponts de Mendoza i de Salvà           | -1720                                      |
| IV                                         | Maria Josepa Ponts de Mendoza i Bournonville | 1720-1767                                  |
| V                                          | Cecilia López de Mendoza                     |                                            |
| VI                                         | Miguel de Sesé y Exea                        |                                            |
| VII                                        | Antonio de Altarriba y Calasanz              |                                            |
| VIII                                       | José Jacobo de Altarriba y Calasanz          | ? -1803                                    |
| IX                                         | José de Altarriba y Colón de Larreátegui     | 1804-1870                                  |
| X                                          | José María de Altarriba y Villanueva         | 1873-?                                     |
| XI                                         | Luis Catalán de Ocón y Altarriba             |                                            |
| XII                                        | Fernando Catalán de Ocón y Arnauda           |                                            |
| XIIII                                      | Fernando Catalán de Ocón y Cadenas           | 1996-actual titular                        |